# Zasule
Zasule (biał. Засулле, Zasulle; ros. Засулье, Zasulje) – agromiasteczko na Białorusi, w obwodzie mińskim, w rejonie stołpeckim, w sielsowiecie Rubieżewicze.

## Historia
W Rzeczypospolitej Obojga Narodów leżały w województwie mińskim, w powiecie mińskim. Odpadły od Rzeczypospolitej w 1793, w wyniku II rozbioru.
W XIX i w początkach XX w. położone były w Rosji, w guberni mińskiej, w powiecie mińskim. Pod zaborami i w II Rzeczypospolitej do 1927 były siedzibą gminy Zasule.
W dwudziestoleciu międzywojennym leżały w Polsce, w województwie nowogródzkim, w powiecie stołpeckim, do 1 kwietnia 1927 w gminie Zasule, następnie w gminie Stołpce. W 1921 wieś liczyła 730 mieszkańców, zamieszkałych w 139 budynkach, w tym 722 Polaków i 8 Białorusinów. 703 mieszkańców było wyznania prawosławnego, 23 rzymskokatolickiego i 4 mojżeszowego. Folwark liczył zaś 53 mieszkańców, zamieszkałych w 7 budynkach, wyłącznie Polaków. 31 mieszkańców było wyznania prawosławnego i 22 rzymskokatolickiego.
Położone były wówczas przy granicy ze Związkiem Sowieckim. Na początku lat 20. stacjonowały tutaj kompanie IV Poznańskiego Batalionu Etapowego i 2 Batalionu Straży Granicznej, a następnie kompania Korpusu Ochrony Pogranicza.
Po II wojnie światowej w granicach Związku Sowieckiego. Od 1991 w niepodległej Białorusi. Do 28 maja 2013 siedziba sielsowietu liczącego 13 miejscowości.

### Właściciele
Wchodziły w skład klucza rubieżewickiego hrabstwa kojdanowskiego Radziwiłłów. Ok. 1728 w ramach zastawu w posiadaniu Żyżemskich. W I poł XIX w. nabyli je Krupscy, którzy byli właścicielami tutejszych dóbr do czasów sowieckich.

## Osoby związane z miejscowością
- Tadeusz Rajmund Doria-Dernałowicz (ur. w 1794 w Zasulu)
- Czesław Krupski (ur. 1889) – prawnik, poseł na Sejm RP, ofiara zbrodni katyńskiej z Białoruskiej Listy Katyńskiej; zamieszkały w Zasulu
- Janusz Krupski (ur. 1898) – ostatni właściciel dóbr zasulskich, ofiara zbrodni katyńskiej z Białoruskiej Listy Katyńskiej
- Janusz Nowicki (ur. 1937 w Zasulu) – specjalista nauk rolniczych, agronom, profesor